# Krisztus Urunk mennybemenetele kápolna
A Krisztus Urunk mennybemenetele kápolna, a köznyelvben gyakran temetőkápolna, Kerepesi temető kápolnája egy budapesti templom, amely a Budapest VIII. kerületében fekvő Fiumei úti sírkertben van.

## Története
1849-ben nyílt meg a Fiumei úti sírkert, és kezdettől fogva gondot jelentett, hogy nem volt papi szolgálat a temetőben, így 1857-ben egy városi rendeletnek köszönhetően épült fel Zofahl Lőrinc tervei szerint itt a temetőkápolna, ahova Bajorországból karmelita szerzeteseket rendeltek, hogy a halottakat végtisztességben részesítsék. A lakosok idegenkedtek a külföldi szerzetesek szertartásától, ellenük több panasszal éltek. Ezt Pest városa megelégelvén, Scitovszky János hercegprímáshoz fordult, aki a Hochhalt-ügy lezárásához kapcsolódva, 1861-ben véget vetett a karmeliták ott-tartózkodásának.
A templom jelenleg az Esztergom-Budapesti főegyházmegye kezelésében áll. Búcsúját minden év húsvét 7. vasárnapján tartják.